# Musiclip festival
Musiclip Festival, (también conocido como Musiclip, Festival Internacional de la Música, las Artes Audiovisuales y el Videoclip de Barcelona) es un evento anual que premia los mejores videoclips del año y que se celebra en la ciudad española de Barcelona desde el año 2007. Además del certamen de videos musicales, durante una semana se organizan actividades paralelas como proyecciones, retrospectivas internacionales, mesas redondas, masterclass, seminarios, y conciertos en directo. Los premios son otorgados por una jurado compuesto por profesionales de la industria musical y del sector audiovisual.

## Musiclip Festival 2007
29 de enero - 7 de febrero

En la primera edición, de carácter nacional, incluyó las actuaciones musicales de: Top Models, Candombe Cool, Barnabasstars y Boo-Dooh. Entre los participantes, Álex Villagrasa ganó el premio al mejor videoclip; pocos meses después fue nominado a los Premios Goya.
| Categoría               | Ganador               |
| ----------------------- | --------------------- |
| Mejor Videoclip         | The Users (Gallygows) |
| Premio del Público      | Radio (CatPeople)     |
| Mejor Videoclip Catalán | Ser del món (Dept.)   |

## Musiclip Festival 2008
1 - 6 de abril
Para la segunda edición en 2008, y primera con participación internacional, recibió más de 300 videos, procedentes de más de 20 países. Se añadió la categoría Mejor vídeo de animación y se incluyó una Mención Especial, premio que otorga la organización anualmente al margen de la decisión de los miembros del jurado. También se celebró una mesa redonda que contó con cinco profesionales del mundo del audiovisual y que se celebró en la sede barcelonesa de SGAE. Las actuaciones musicales con las que contó esta segunda edición fueron de Very Pomelo, Rosa-Luxemburg, Protoangel, Marujita y Three Decades de Barcelona.
| Categoría                    | 1º Premio                                   | 2º Premio                          | 3º Premio                                    |
| ---------------------------- | ------------------------------------------- | ---------------------------------- | -------------------------------------------- |
| Mejor Videoclip              | Ulleres per veure-hi malament (Marc Parrot) | Hold me tight (Marlango)           | Promesas (Los Mono)                          |
| Mejor Videoclip Catalán      | Ulleres per veure-hi malament (Marc Parrot) | Perdut (Lax'n'Busto)               | Un tros de fang (Mishima)                    |
| Mejor Videoclip de Animación | Hair (Ridina Ahmetova)                      | Finally Over (Lekmun)              | Calamar (The Homens)                         |
| Mejor Videoclip del Público  | El Vino y el Pescado (G5)                   | La niña imantada (Love of Lesbian) | Gente Fea (El tío Carlos)                    |
| Mención Especial Musiclip    | Behind (CatPeople)                          | Hold me tight (Marlango)           | La Fuerza (Facto delafé y las flores azules) |

## Musiclip Festival 2009
27 de abril - 3 de mayo

Tras la anterior edición, en 2009 Musiclip Festival se hizo más grande y contó con la colaboración de siete festivales internacionales, tales como el FAV (Argentina), Fenaclip (Chile), Cero Latitud (Ecuador), BANG Festival, ImáginaFunk, Northern Wave (Islandia)y Premios Lucas (Cuba). Además, se celebraron cuatro seminarios y se presentaron más de 1.400 vídeos a concurso, de casi 30 países distintos. Por otra parte, se proyectaron no solo los trabajos finalistas sino también varios documentales musicales y se celebró un acto de apertura y una entrega de premios por todo lo alto. Las ubicaciones del festival fueron esta vez el FNAC Triangle de Barcelona, la sala Roxy Blue, la Biblioteca Bonnemaison y la sede de SGAE en la ciudad condal. Los grupos que actuaron en esta ocasión en el festival fueron The Bongo Experience, Oblique, La Banda Municipal del Polo Norte, Hedtrip, Minimal y Für Voice.
| Categoría                       | 1º Premio                                        | 2º Premio                        | 3º Premio                                                                            |
| ------------------------------- | ------------------------------------------------ | -------------------------------- | ------------------------------------------------------------------------------------ |
| Mejor Videoclip                 | Es feo (Manos de Topo)                           | Suena Brillante (Joe Crepúsculo) | La Distancia Adecuada (Christina Rosenvinge)                                         |
| Mejor Videoclip de Animación    | Last night I fell for Jenny (Caballero Reynaldo) | Cinestetica (Marta Sui Tubi)     | Dame otro papel (El Gremio)                                                          |
| Mejor Videoclip Catalán         | Mal al Cor(Le Petit Ramon)                       | Dona estrangera (Manel)          | Maleeixo el temps (Raydibum)                                                         |
| Mejor Videoclip del Público     | My Medicine (Oblique)                            | Yo (Delgado San)                 | Un día en el mundo (Vetusta Morla)                                                   |
| Mejor Videoclip Nuevos Talentos | Operation Bretzel (Guns of Brixton)              | Yo (Delgado San)                 | Fugaz (The Pinker Tones) / Hipótesis (Lapislázuli) / Jerk It (Thunderheist) Ex aequo |
| Mención Especial Musiclip       | Hey (Eatliz)                                     | No corras tanto (El Combolinga)  | Soy Loco por ti (Flowklorikos)                                                       |

## Musiclip Festival 2010
19 - 26 de noviembre

La cuarta edición del festival contó con más de 1700 participantes de 30 países distintos y estrenó dos categorías: Mejor Documental Musical y Mejor Cortometraje Musical. Tras una fiesta de inauguración en La Ovella Negra que contó con la actuación del grupo gallego Holywater, el festival arrancó oficialmente con las proyecciones realizadas en Fnac La Maquinista y los seminarios celebrados en la sede barcelonesa de SGAE. La entrega de premios, presentada por la actriz y presentadora Lorena Franco, se llevó a cabo en el Club 41N (Artèria Paral·lel). Por primera vez los internautas fueron los encargados de decidir el Premio del Público a través de un concurso en línea lanzada en la web del festival. En esta ocasión, Musiclip contó con al colaboración de los festivales: Filmets, BAC!, iBértigo, FAV (Argentina) y Sund_Track Cologne (Alemania).
| Categoría                       | 1r Premio                                                          | 2º Premio                                                           | 3r Premio                                                    |
| ------------------------------- | ------------------------------------------------------------------ | ------------------------------------------------------------------- | ------------------------------------------------------------ |
| Mejor Videoclip                 | Pursuit Hapiness (Kid Cudi)                                        | Born Free(M.I.A.)                                                   | Divisive (We Have Band)                                      |
| Mejor Videoclip de Animación    | Loose this child (Eatliz)                                          | Spacious Thoughts(N.A.S.A. featuring Tom Waits & Kool Keith)        | Los Enamorados (Pumuky)                                      |
| Mejor Videoclip Catalán         | Gat (Maria Coma)                                                   | Ei, que surt el sol (Mazoni)                                        | El Lament de Perceval (le Petit Ramon)                       |
| Mejor Videoclip del Público     | Miranda (La Pegatina)                                              | Voilà (Electronikboy)                                               | Pájaro Azul (Inocua)                                         |
| Mejor Videoclip Nuevos Talentos | Fish Tank (The Last 3 Lines)                                       | Slow Show (The National)                                            | Spacious Thoughts(N.A.S.A. featuring Tom Waits & Kool Keith) |
| Mención Especial Musiclip       | Born Free(M.I.A.)                                                  | White Swan (Lolly Jane Blue)                                        | La ciudad subterránea - Trilogía (Dorian)                    |
| Mejor Documental Musical        | A Propósito de Rodríguez (Sergi A. Minguell, sobre The New Raemon) | Venid a la cloacas (Daniel Arasanz, sobre La Banda Trapera del Río) | Sidonie en Abbey Road(Luis Germanó)                          |
| Mejor Cortometraje Musical      | Goliath (Jaime Fialgo)                                             | As the ages went by (Vinod Indukuri)                                | Banda sonora original (Alvaro De La Hoz y Lasso De La Vega)  |

## Entidades colaboradoras
- Sociedad General de Autores y Editores, SGAE
- Asesoría Jurídica de las Artes
- Sony
- FNAC
- iCat fm
- Barcelona Televisió (BTV)
- Sol Música
- APECAT
- Euskal Herriko Diskoetxeen Elkartea (EHDE)
- FEME, Feria de la Música en España
- ARC
- Musicat
- Unió de Músics de Catalunya
- Artenet
- Moviemach
- Red Bull
- Benzina
- Illy
- Blogs&Docs
- Estudio de Cine
- Club41ºN
- Plató de Cinema
- Ovella Negra

## Otros festivales
- MTV Video Music Awards
- Protoclip
- Fenaclip (Colaborador)
- Northern Wave (Colaborador)
- Festival del Videoclip Claro
- Premios Lucas (Colaborador)
- Sound_Track Cologne (Colaborador)
- iBértigo (Colaborador)
- Filmets (Colaborador)
- BAC! (Colaborador)